# پیچ‌ده (چالوس)
پیچده، روستایی است از توابع بخش مرکزی شهرستان چالوس در استان مازندران ایران.

## جمعیت
این روستا در دهستان کلارستاق غربی قرار دارد و براساس سرشماری مرکز آمار ایران در سال ۱۳۸۵، جمعیت آن ۱۲۴ نفر (۳۴خانوار) بوده‌است. مردم پیجده از قومیت طبری هستند. مردم پیجده به زبان طبری با گویش چالوسی سخن می‌گویند.